# Bergtjärnen (Leksands socken, Dalarna)
Bergtjärnen är en sjö i Leksands kommun i Dalarna och ingår i Dalälvens huvudavrinningsområde.